# Cryptocephalus crassus

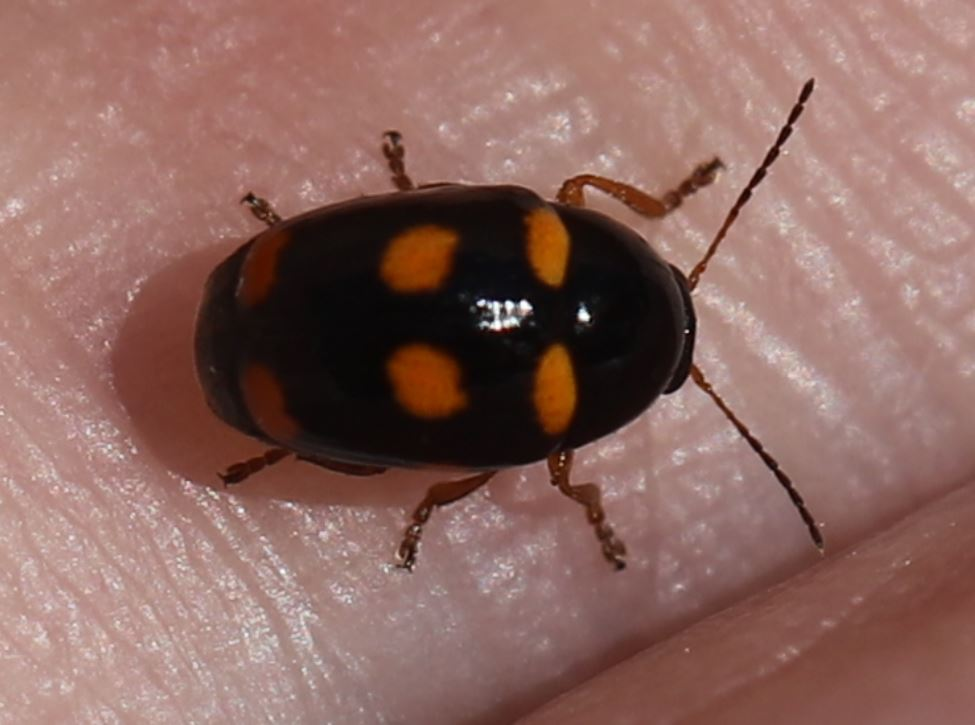
Weibchen, Dorsalansicht

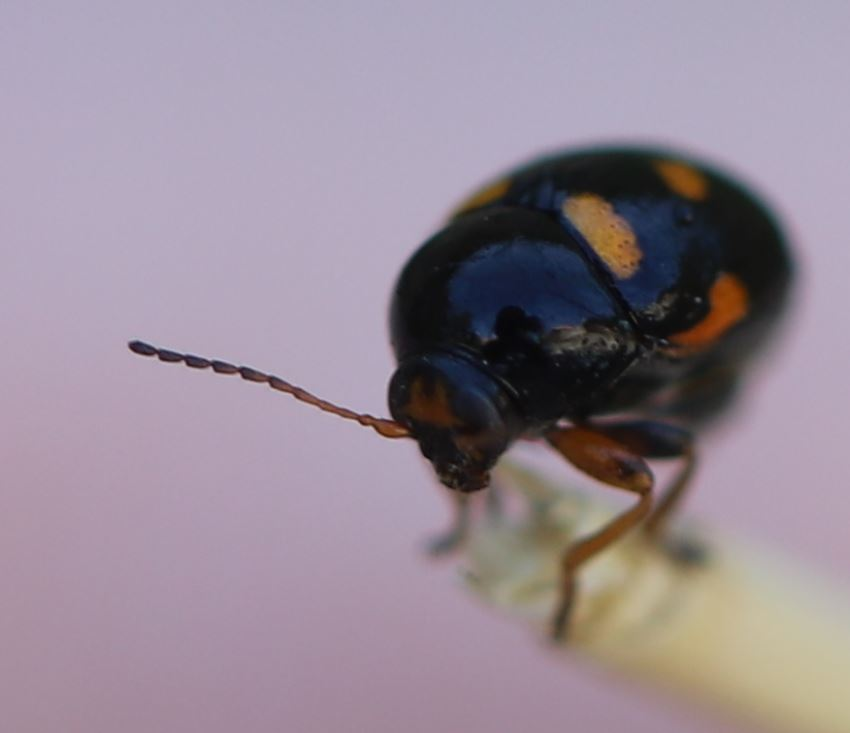
Weibchen, Frontansicht

Cryptocephalus crassus ist ein Käfer aus der Familie der Blattkäfer und der Unterfamilie der Fallkäfer (Cryptocephalinae).

## Merkmale des Käfers
Die Käfer erreichen eine Körperlänge von 3–4,5 mm. Sie besitzen eine schwarze Grundfarbe. Die Käferart weist einen ausgeprägten Geschlechtsdimorphismus auf. Die Stirn der Männchen ist vollständig gelb gefärbt. Die Weibchen besitzen lediglich einen gelben Scheitelfleck. Die Männchen besitzen entlang dem Vorderrand des Halsschildes einen breiten gelben Saum, der sich von den vorderen Halsschildecken seitlich nach hinten fortsetzt. Auf den Flügeldecken befindet sich jeweils an der Basis, auf halber Länge sowie am Hinterrand ein größerer gelber oder gelbroter Fleck. Ein weiterer gelber oder gelbroter Fleck befindet sich auf halber Länge am äußeren Seitenrand der Flügeldecken. Die basalen Glieder der Fühler sind gelbrot gefärbt, die äußeren Fühlerglieder sind verdunkelt. Die Beine sind überwiegend gelb, die mittleren und hinteren Femora sind häufig verdunkelt. Es kann generell zu Abweichungen in der Färbung der Geschlechter kommen.

## Verbreitung
Cryptocephalus crassus ist eine mediterrane Art. Ihr Vorkommen erstreckt sich über den Süden und Südwesten von Europa (Iberische Halbinsel, Südfrankreich, Italien), über Nordwestafrika (Marokko, Algerien, Tunesien) sowie über Kleinasien und den Nahen Osten (Syrien).

## Lebensweise
Die Käfer fliegen gewöhnlich von Mai bis Juli. Man findet sie an verschiedenen Sträuchern wie Stechginster oder Skabiosen. Die Larven leben in einem Larvensack, der ihnen Schutz vor Fressfeinden bietet. Über deren Lebensweise ist ansonsten offenbar wenig bekannt.